# برنارد مادوف
برنارد مادوف (بالإنجليزية: Bernard L Madoff)‏ من مواليد 29 أبريل 1938 هو مستشار استثماري، وممول ورجل أعمال ومصرفي أمريكي والرئيس المؤسس لإحدى الشركات الاستثمارية الرائدة في وول ستريت شركة برنارد إل مادوف للاستثمار في الأوراق المالية ذ م م التي أنشئت عام 1960 كما كان الرئيس غير التنفيذي لسوق الأسهم في ناسداك وأكبر محتال مالي معترف به في تاريخ العالم والولايات المتحدة.
خلال الأزمة المالية 2007-2008 وبتاريخ 12 ديسمبر 2008، ألقى مكتب التحقيقات الفيدرالي (إف. بي. آي) القبض عليه وتجميد كافة أصوله. بتهمة تنفيذ أكبر عملية احتيال عرفت باسم «بونزي»، والتي قدرت النيابة العامة خسائرها ب64.8 مليار دولار أمريكي، استنادا إلى حسابات مادوف من 4800 عميل اعتبارا من 30 نوفمبر 2008. وهي أعلى خسارة تتسبب بها عملية احتيال لمشغل سوق أو موظف أو رئيس مؤسسة مالية حتى الآن، وقد أعلنت بنوك في كل من إسبانيا وسويسرا وفرنسا وإيطاليا وبنوك من دول أخرى ضياع أكثر من مليارات الدولارات بسبب احتيال مادوف. حكم على مادوف في 29 يونيو 2009 بالسجن لمدة 150 عامًا، وهو الحد الأقصى المنصوص عليه في القانون الأمريكي.
تسبب تجميد أصول مادوف بتوقف الكثير من تبرعاته، فيما أغلقت بعضها.

## المعلومات الشخصية
ولد مادوف في نيويورك من عائلة يهودية وزوجته روث مادوف وأنجب منها مارك وأندرو. وتخرج من كلية هوفسترا عام 1960 بتخصص علوم سياسية، ويسكن في روزلين منذ السبيعينات، وله سكن يطل على المحيط في مونت أوك بنيويورك منذ عام 1981، عدا شقته الفاخرة بمانهاتن التي قيمت بأكثر من 5 ملايين دولار. ويمتلك بيوتا في بالم بيتش بفلوريدا وفي فرنسا. ولديه قارب صيد 55 قدم.

## السيرة الذاتية
أنشأ مادوف شركته عام 1960 باستثمار مبلغ 10.000 دولار جمعها -كما يدعي- من العمل بالحراسة وتركيب مرشات الحريق.
بدأ نشاطا ملحوظا بالجمعية الوطنية لتجار الأوراق المالية (NASD)، وهي منظمة ذات إدارة ذاتية لتنظيم تجارة الأوراق المالية. وتعتبر شركته إحدى أكثر خمس شركات نشاطا عند إنشاء ناسداك، وشغل منصب رئيس مجلس الإدارة لناسداك ومجلس محافظيها. وعرفت شركة مادوف بانها "ندفع لاستمرار التدفق"، بمعنى آخر ندفع للسمسار لينفذ أمر العميل وذلك من خلال شركة مادوف". وقد شكك الأكاديميين بأخلاقيات تلك المدفوعات وشبهوها بالرشوة. وقد جادلهم مادوف بأن مادفع للسمسار هو نفسه السعر الذي استلمه العميل.
وقد جلب الكثير من أقاربه للعمل بتلك المهنة. مثل أخيه بيتر والذي كان المدير العام، وأبنائه مارك وأندرو اللذان انضما للمجموعة بعد أن انهيا دراستهما. وابن اخته تشارلز وينر وابنة بيتر، شانا والتي كانت محامية الشركة. ويبدو أن ابناه كانا يجهلان بالإفلاس الوشيك لشركة مادوف. وحسب ماجاء بالأقوال بأن الأبناء واجها والدهما مستفسرين عن كيفية دفع الشركة المكافآت إذا كانت لا تستطيع الدفع للمستثمرين، فأقر مادوف معترفا بأنه قد انتهى، مما دفعهم بإبلاغ السلطات.
عمل مادوف كرئيس مجلس إدارة معهد (Sy Syms School of Business) بجامعة ياشيفا اليهودية ومركزها نيويورك وإسرائيل وأيضا أمين صندوق مجلس أمنائه. وقد استقال من منصبه بتلك الجامعة بعد اعتقاله. وشغل أيضا بمجلس مركز مدينة نيويورك الثقافي، وقد تبرع بمبالغ إلى المسارح والمستشفيات. وهو أحد المساهمين الكبار للحزب الديموقراطي.